# Bomilkar (Flottenbefehlshaber)
Bomilkar, punisch Bodmelqart (Bdmlqrt, „In der Hand von Melqart“), war ein im 3. Jahrhundert v. Chr. lebender karthagischer Flottenbefehlshaber.
Über die Herkunft des Bomilkar ist nichts bekannt, er selbst hatte aber vermutlich zwei Söhne und das Amt des Sufets bekleidet. Im zweiten punischen Krieg fungierte er als Nauarchos (Admiral) und führte den karthagischen Truppen in Bruttium 215 v. Chr. Nachschub und 4.000 numidische Soldaten zu. Offenbar hat Bomilkar auch in den folgenden Jahren Nachschubsaufgaben wahrgenommen. 213 v. Chr. fuhr er mit seinen Schiffen in den Hafen von Syrakus ein, zog sich aber aufgrund der zahlenmäßigen Überlegenheit der römischen Truppen, die unter Marcus Claudius Marcellus die Stadt belagerten, nach Afrika zurück.
Ein weiterer Versuch im Jahr 212 v. Chr., Syrakus erneut Hilfe zukommen zu lassen, scheiterte aufgrund schwieriger Windverhältnisse am Kap Pachynos. Obwohl Bomilkar dem Politiker Epikydes zugesichert hatte, sich den Römern zur Seeschlacht zu stellen, wich er ihnen aus und segelte nach Tarent zurück, was den Fall von Syrakus beschleunigte. Auch den Bewohnern Tarents konnte er keine wirkliche Hilfe leisten. Er zog sich schließlich zurück. Unklar ist, ob er aufgrund seiner Fehlschläge später noch als Nauarchos fungierte.